# Academia Sinica

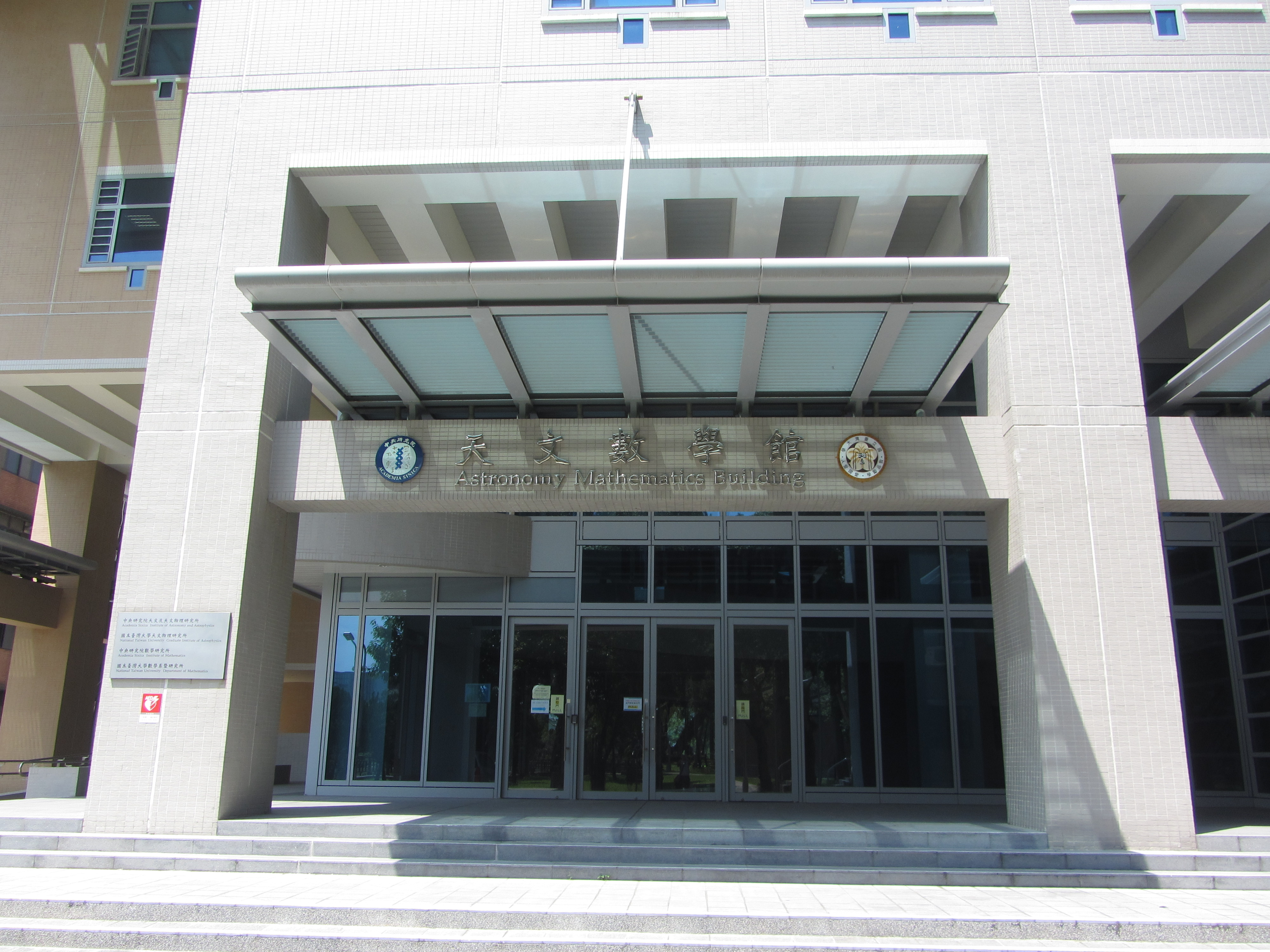
Instytut Astronomiczno-Matematyczny Academia Sinica

Academia Sinica (chiń. 中央研究院; pinyin Zhōngyāng Yánjiùyuàn) – największa tajwańska państwowa instytucja naukowa.
Utworzona została w 1928 roku w Nankinie, jej pierwszym prezesem został były rektor Uniwersytetu Pekińskiego Cai Yuanpei. Jednym z pierwszych wielkich projektów badawczych Akademii były wykopaliska na stanowisku z czasów dynastii Shang w okolicach Anyangu. Działalność instytucji zawieszona była w okresie wojny chińsko-japońskiej (1937-1945). W 1949 roku część członków Academia Sinica uciekła wraz z siłami Kuomintangu na Tajwan i odbudowała struktury instytucji w Tajpej. W Chinach Ludowych tymczasem powołano jako jej sukcesorkę Chińską Akademię Nauk.
W ramach Academia Sinica funkcjonuje obecnie 28 wyspecjalizowanych jednostek naukowych, prowadzących działalność w zakresie nauk ścisłych i humanistycznych. Część z nich ma uprawnienia do nadawania najwyższych stopni naukowych.